# تپه خشتلی
تپه خشتلی مربوط به دوران‌های تاریخی پس از اسلام است و در شهرستان مانه و سملقان، شمال غرب آشخانه واقع شده و این اثر در تاریخ ۳ بهمن ۱۳۵۶ با شمارهٔ ثبت ۱۵۸۸ به‌عنوان یکی از آثار ملی ایران به ثبت رسیده است.